# Gamlin Cup
Gamlin Cup je mezinárodní šipkový turnaj družstev pořádaný Českou šipkovou organizací.

## Historie
Turnaj vnikl během změn ve struktuře soutěží družstev v rámci ČŠO v roce 2010. Podobným způsobem jako Gamlin Cup se hrálo Mistrovství ČR družstev (většinou jen družstva na 9 VL), název Mistrovství ČR družstev začala od sezóny 2009/2010 ČŠO používat pro vrcholnou akci ligové soutěže, do té doby nazývané Ligové finále.
Turnaj je otevřený pro všechny hráče bez omezení, není potřeba být členem pořádajícího svazu. 

## Systém turnaje
Turnaje se účastní minimálně čtyřčlenná družstva. Utkávají se v turnaji družstev na 9 vítězných legů (ve skupinách každý s každým s postupem do KO pavouk), v turnaji párů na 4 VL a turnaji jednotlivců na 4 VL (obojí KO pavouk). Výsledky jednotlivých turnajů jsou bodovány a družstvo které získá nejvíce bodů je vítězem a získává do držení putovní pohár.

## Celkové pořadí
Přehled nejlepších, ročník po ročníku.
| Ročník | Vítěz                                  | Body | 2. místo                     | Body | 3. místo              | Body | Odměny                    | Družstev | Zahraniční družstva   | Hrací místo               |
| ------ | -------------------------------------- | ---- | ---------------------------- | ---- | --------------------- | ---- | ------------------------- | -------- | --------------------- | ------------------------- |
| 2010   | Barbaři Vysoké Mýto                    | 189  | DC Bizoni                    | 93   | ŠK Drak Brno          | 90   | 80% startovného (1200 Kč) | 10       | 1 Slovensko           | Skořenice, Obecní hospoda |
| 2011   | Barbaři Vysoké Mýto                    | 158  | DC Bizoni                    | 150  | ŠK Skořenice B        | 66   | 80% startovného (1200 Kč) | 10       | 2 Polsko, 1 Slovensko | Skořenice, Obecní hospoda |
| 2012   | Mexiko Chomutov                        | 107  | DC Toi Toi Dixi Bratislava A | 106  | Barbaři Vysoké Mýto   | 103  | 12 480 Kč                 | 13       | 3 Slovensko, 2 Polsko | Skořenice, Obecní hospoda |
| 2013   | Barbaři Vysoké Mýto                    | 156  | London Darts Army            | 79   | DC Ripper Ostrava     | 74   | 17 000 Kč                 | 17       | 4 Polsko, 1 Slovensko | Skořenice, Obecní hospoda |
| 2014   | DC Toi Toi Dixi Bratislava             | 125  | London Darts Army            | 94   | Barbaři Vysoké Mýto   | 91   | 20 000 Kč                 | 21       | 6 Polsko, 2 Slovensko | Skořenice, Obecní hospoda |
| 2015   | Barbaři                                | 160  | London Darts Army            | 81   | KIX Revival           | 65   | 20 000 Kč                 | 21       | 3 Polsko, 2 Slovensko | Choceň, Zimní stadion     |
| 2016   | Barbaři                                | 106  | Toi Toi                      | 101  | The Badgers           | 71   | 21 000 Kč                 | 22       | 3 Polsko, 2 Slovensko | Choceň, Zimní stadion     |
| 2017   | Maséři Hradec Králové                  | 123  | Barbaři Sedlec               | 116  | Mustang Brno          | 114  | 28 000 Kč                 | 22       | 4 Polsko, 2 Slovensko | Choceň, Zimní stadion     |
| 2018   | Red Hornets                            | 123  | Barbaři Sedlec               | 111  | Maséři Hradec Králové | 85   | 80% startovného (1600 Kč) | 19       | 3 Slovensko, 1 Polsko | Choceň, Zimní stadion     |
| 2019   | Mustang Brno                           | 104  | Barbaři Sedlec               | 65   | Darts Army            | 55   | 50 000 Kč                 | 31       | 4 Slovensko, 2 Polsko | Choceň, Zimní stadion     |
| 2020   | Něco jako repre a VF Electric (dělené) | 114  |                              |      | Barbaři Sedlec        | 87   | 35 000 Kč                 | 32       | 1 Slovensko           | Dobříkov, Sportovní areál |
| 2021   | VF Electric s.r.o.                     | 195  | Mustang Knínice              | 79   | Barbaři Vraclav       | 70   | 50 000 Kč                 | 39       | 1 Slovensko           | Choceň, Zimní stadion     |
| 2022   | Mustang Knínice                        | 86   | Darts Army                   | 73   | Barbaři Vraclav       | 71   | 70 800 Kč                 | 59       | 1 Slovensko           | Choceň, Zimní stadion     |

### Vítězové
| Ročník | Vítěz družstev                   | Vítěz jednotlivců                                                | Vítězové párů                                                                                      |
| ------ | -------------------------------- | ---------------------------------------------------------------- | -------------------------------------------------------------------------------------------------- |
| 2010   | Barbaři Vysoké Mýto (BAR)        | Michal Ondo (BAR), Zdeněk Kyndl (BAR) - finále se nehrálo        | David Miklas + Luděk Kristin (BIZ)                                                                 |
| 2011   | Barbaři Vysoké Mýto (BAR)        | František Radlinger (BAR), Jiří Sehnal (BAR) - finále se nehrálo | Jiří Pauzr + Pavel Korda (BIZ), Bedřich Zázvorka + David Miklas (BIZ) - finále se nehrálo          |
| 2012   | Barbaři Vysoké Mýto (BAR)        | Michal Kočík (TOI)                                               | Luboš Pivarč + Oto Zmelík (TOI)                                                                    |
| 2013   | Barbaři Vysoké Mýto (BAR)        | Zdeněk Lacina (PIV)                                              | Michal Ondo + Vít Nežádal (BAR)                                                                    |
| 2014   | DC Toi Toi Dixi Bratislava (TOI) | Martin Popelka (HRC)                                             | Michal Ondo + Vít Nežádal (BAR)                                                                    |
| 2015   | London Darts Army (LDA)          | Michal Ondo (BAR), Vít Nežádal (BAR) - finále se nehrálo         | Michal Ondo + Vít Nežádal (BAR)                                                                    |
| 2016   | Barbaři (BAR)                    | Michal Ondo (BAR)                                                | Michal Marek + Petr Němeček (BAD)                                                                  |
| 2017   | Barbaři Sedlec (BAR)             | Petr Pašta (MHK)                                                 | Filip Šebesta + Michal Kočík (MUS)                                                                 |
| 2018   | Barbaři Sedlec (BAR)             | Zdeněk Lacina (LDA)                                              | Simon Zábranský + Zdeněk Hájek (RED)                                                               |
| 2019   | Mustang Brno (MUS)               | Filip Maňák (MUS)                                                | Sebastian Steyer + Vilém Šedivý (BAR)                                                              |
| 2020   | Něco jako repre (NJR)            | Karel Sedláček (NOV)                                             | Daniel Barbořák + Roman Benecký (VFE)                                                              |
| 2021   | VF Electric s.r.o. (VFE)         | Vítězslav Sedlák (VFE)                                           | Tomáš Houdek + Alexander Mašek (VFE), Daniel Barbořák + Vítězslav Sedlák (VFE) - finále se nehrálo |
| 2022   | Mustang Knínice (MUS)            | Pavel Gregar (DRN)                                               | Tomáš Houdek + Pavel Kos (ATK)                                                                     |

### Organizátoři
Turnaj pořádá Česká šipková organizace s podporou místní komunity šipkařů z Chocně a Vysokého Mýta a okolí.
Některé ročníky podpořili místní samosprávy města Choceň a obcí Skořenice a Dobříkov.